# Mimi Maura
Midnerely Acevedo, más conocida como Mimi Maura (Santurce, Puerto Rico, 19 de febrero de 1972), es una cantante y compositora argento-portorriqueña, que ha desarrollado la mayor parte de su carrera artística en Argentina.

## Biografía
Midnerely Acevedo nació en Santurce, Puerto Rico y se crio en su ciudad natal y en Chicago. Su padre fue Mike Acevedo, un conocido cantautor oriundo del pueblo de San Sebastián, que influyó profundamente a Mimi, quien creció escuchando su música.
En 1987 comenzó sus primeros pasos en la música cantando con varias bandas locales. Poco tiempo después, con su hermano Miguel formaron juntos una banda heavy metal llamada Rencor, fue una de las primeras bandas de "rock en español" en Puerto Rico. 
En 1992 Mimi se unió a la banda Alarma, una banda de rock pesado/metal puertorriqueña, compuesta solo por chicas. Alarma también sirvió como teloneras para una gran cantidad de artistas que se presentaron en Puerto Rico a inicios de los noventa, tales Los Fabulosos Cadillacs. Así fue que conoció a Sergio Rotman, saxofonista de Los Fabulosos Cadillacs, quien se convertiría en su pareja. En una nota en octubre de 2024 Sergio Rotman confirma que esta separado después de 28 años. Sergio Rotman confirma su separación de Mimi Maura
En 1998 nació su hijo, Leroy, y creó la banda Mimi Maura junto con Sergio Rotman y amigos músicos con un profundo amor por la música jamaiquina y ritmos latinos. Entre 1998 y 2006, publicarían cinco discos de larga duración. 
En 2002 Mimi ganó el Premio Gardel en la categoría de Mejor Vocalista Femenina de Rock, y ese año además editan su segundo disco "Raíces de pasión". En 2004 la banda se presentó en vivo en España en el festival "La mar de músicas", en Alemania en el "Festival copa americana" además de México y Argentina.
En 2007 Mimi Maura grabó su sexto álbum, titulado Mirando Caer La Lluvia, así como también el DVD "Dulces Sueños en directo en el teatro ND Ateneo" En 2010 Mimi Maura grabó su séptimo CD, Días De Sol, en Argentina y Puerto Rico. El disco fue mezclado en Jamaica junto a Steven Stanley. Ese disco fue publicado por el sello independiente fundado por Maura y Rotman, llamado Canary Records. La edición special dub version + vinilo version de "días de sol" logró que Mimi obtuviera su segunda nominación al premio Gardel.
En 2012 Mimi grabó un tributo a su padre, "La Herida, recordando a Mike Acevedo". Junto a su hermano Miguel "Miki" Acevedo, trajeron del recuerdo 12 canciones de su padre tocadas solo a guitarra y voz más la participación de Chango Spasiuk, los tambores calientes de Loiza y el cuarteto de cuerdas "Laura en Albanta". 
En agosto de ese año participan del festival Fuji Rock en Naeba, Japón, además de presentarse en varias ciudades del país como Kanasawa, Osaka y Sendai.
En 2013 Mimi Maura se presentó en Puerto Rico, Boston y Nueva York y tuvo como banda de apoyo miembros de La Fundación, La Santa Ska y Ron Calavera. En mayo realizó su segunda gira por Japón junto a Sergio Rotman y los Michihisa Ishikawa Sessions como banda de apoyo. En 2014 editó su segundo disco en vivo como celebración de sus 15 años de carrera en Argentina y en 2015 Mimi Maura editó "Kiseki", registrado en estudio en su segundo tour por Japón, con la colaboración de sesionistas japoneses.

## Discografía
- Mimi Maura (1999)
- Raíces de pasión (2001)
- Noches de pasión (2001)
- Misterio (2002)
- Frenesí (2004)
- 63-68-74 Mimi Maura Sings Reggae, Rocksteady & Ska (2004)
- Mirando caer la lluvia (2007)
- Días de sol (2010)
- Días de sol (Special dub version) - (2011)
- Mimi Maura - Edición Boricua (Compilado) - (2011)
- Mimi Maura - Adiós a los Tiempos/Quemapuentes - (2011) (7")
- La herida (2012)
- En Vivo En Niceto Club: 15 Años (2014)
- Kiseki (2015) CD y vinilo